# Paul Hirsh
Paul Hirsh (...) è un tastierista ed autore inglese, noto principalmente per avere fatto parte della band britannica dei Voyager.

## Biografia
Insieme a Paul French, Chris Hook e John Marter nel 1978 formò i Voyager, gruppo di rock progressivo presto evolutosi verso forme musicali più commerciali.
Con i Voyager arrivò al successo nel 1979 grazie all'album Halfway Hotel, lavoro di buona affermazione commerciale, la cui uscita fu accompagnata dal singolo omonimo giunto alla posizione n. 33 nelle classifiche del Regno Unito.
Coi Voyager si segnalano altri due album nel 1980 e 1981 (Act of Love e Voyager), i cui minori consensi di vendite portarono presto allo scioglimento della band.
Da quel momento Paul Hirsh cominciò a dedicarsi prevalentemente ad un lavoro di session man suonando quale musicista esterno nelle produzioni di altri artisti.
Nel 2000, per un anno e mezzo, riuscì anche ad entrare quale componente effettivo alle tastiere negli Status Quo in sostituzione di Andy Bown temporaneamente fuori dalla band per motivi familiari.
Chiusa la sua esperienza con la storica rock band inglese, partecipò alla reunion dei Voyager nel 2004 da cui prese vita un progetto sfociato in nuovo album intitolato Element IV, cui fece seguito nel 2006 un ultimo lavoro chiamato Eyecontact.
Sciolti di nuovo i Voyager, riprese la sua attività di session man e si esibì quale componente aggiunto nella band di accompagnamento a Chris Rea in una lunga tournée.
Tra gli altri progetti cui partecipa, va segnalata la sua adesione ai The Mods, band inglese nata come tributo alla musica degli anni sessanta.

## Discografia con i Voyager

### Album
- Halfway Hotel (1979)
- Act of Love (1980)
- Voyager (1981)
- Element IV (2004)
- Eyecontact (2006)

### Raccolte
- Travel in Time – The Best of Early Years (2004)